# Diana Matheson
Pour les articles homonymes, voir Matheson.
Diana Matheson, née le 6 avril 1984 à Mississauga, en Ontario, est une canadienne qui joue professionnelle au soccer. Elle évolue en milieu de terrain. 
Ancienne joueuse du Fury d'Ottawa, elle joue depuis 2008 dans le Toppserien, le championnat de Norvège de football féminin, au sein du club féminin LSK Kvinner FK. Le 11 janvier 2013, elle est mise à disposition du Spirit de Washington, jouant dans la nouvelle National Women's Soccer League.
Elle fait partie de l'équipe du Canada de soccer féminin aux Jeux olympiques d'été de 2012, jeux au cours desquels elle est médaillée de bronze. Matheson a plus de 142 sélections avec le Canada. Elle a remporté des médailles d'or aux Jeux panaméricains de 2011 et lors de la Gold Cup 2010.
Elle est sélectionnée pour la Coupe du monde 2015 et est utilisée comme remplaçante dans le match contre l'Angleterre.